# 圣若望、圣弥额尔暨圣母无原罪圣殿总主教座堂

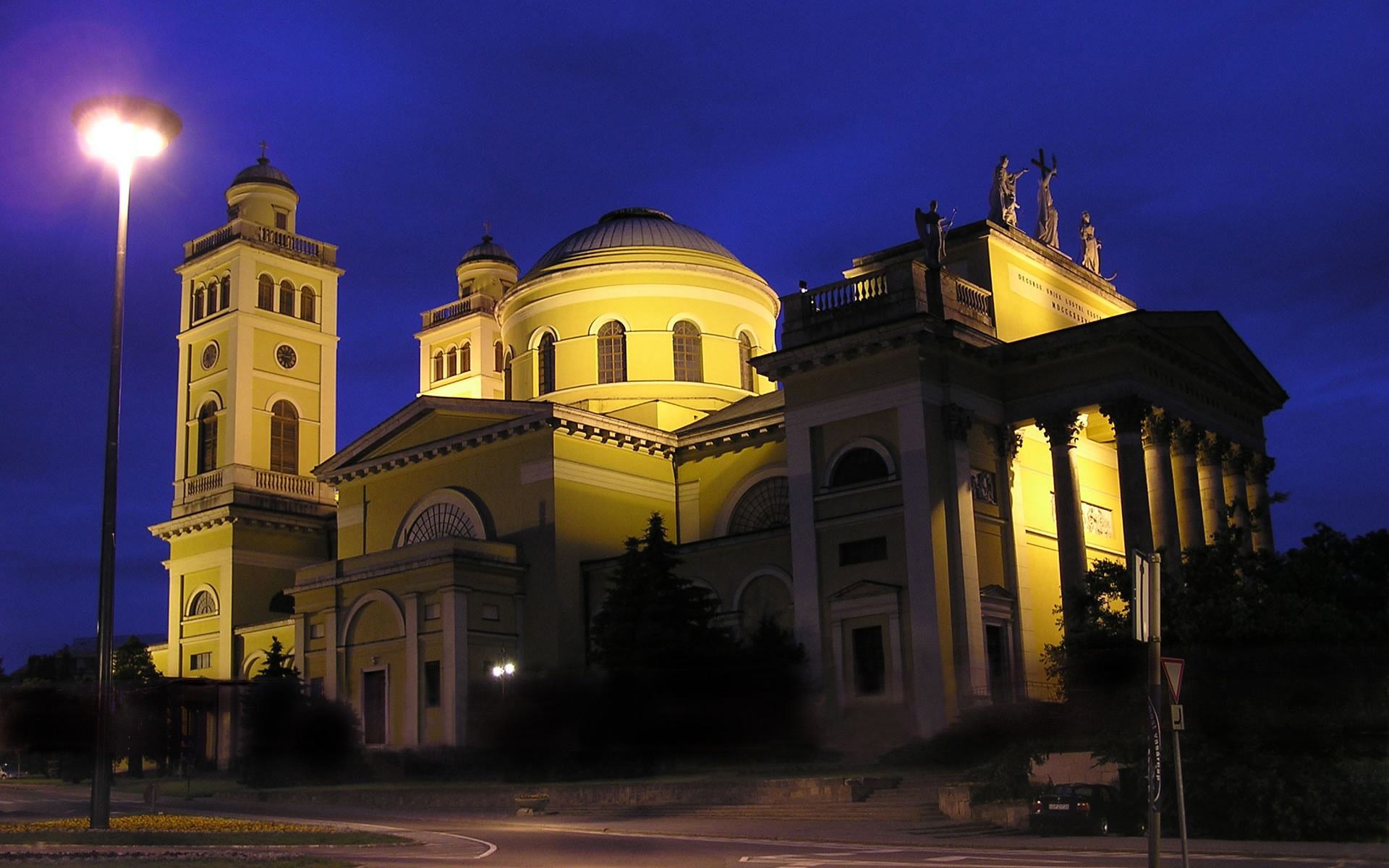

圣若望、圣弥额尔暨圣母无原罪圣殿总主教座堂是天主教埃格爾總教區的主教座堂，位于匈牙利城市埃格爾，古典主义风格，兴建于1831年-1836年，建筑师József Hild。巨大的入口，由17米高的科林斯柱支撑，装饰宏伟的圣人雕像：斯德望、Ladislas，伯多禄和保禄，是意大利雕塑家Marco Casagrande的作品。教堂的圆顶装饰华丽，高40米。